# أوكوبة يابانية

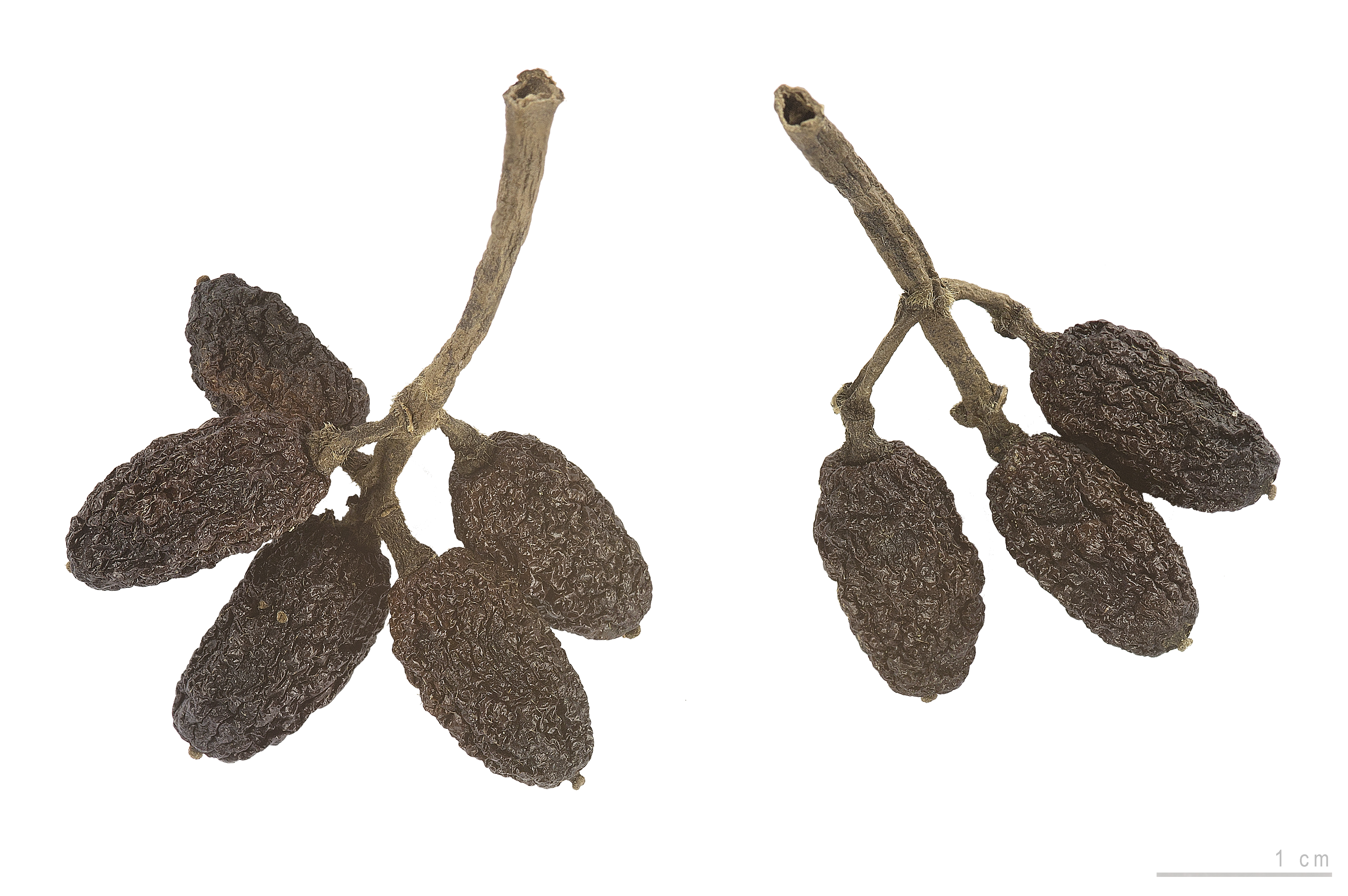
Aucuba japonica

أوكوبة يابانية أو أَكُوبة (الاسم العلمي: Aucuba japonica) هي نوع من النباتات يتبع جنس الأوكوبة من فصيلة شرابات الحرير.

## معرض صور

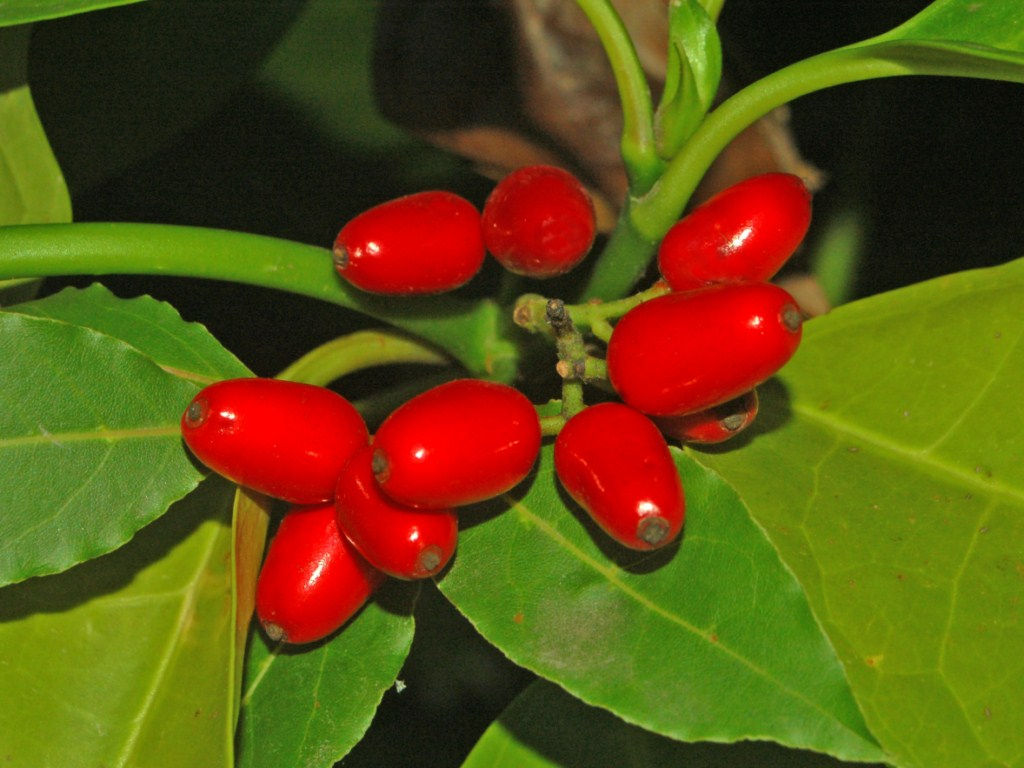
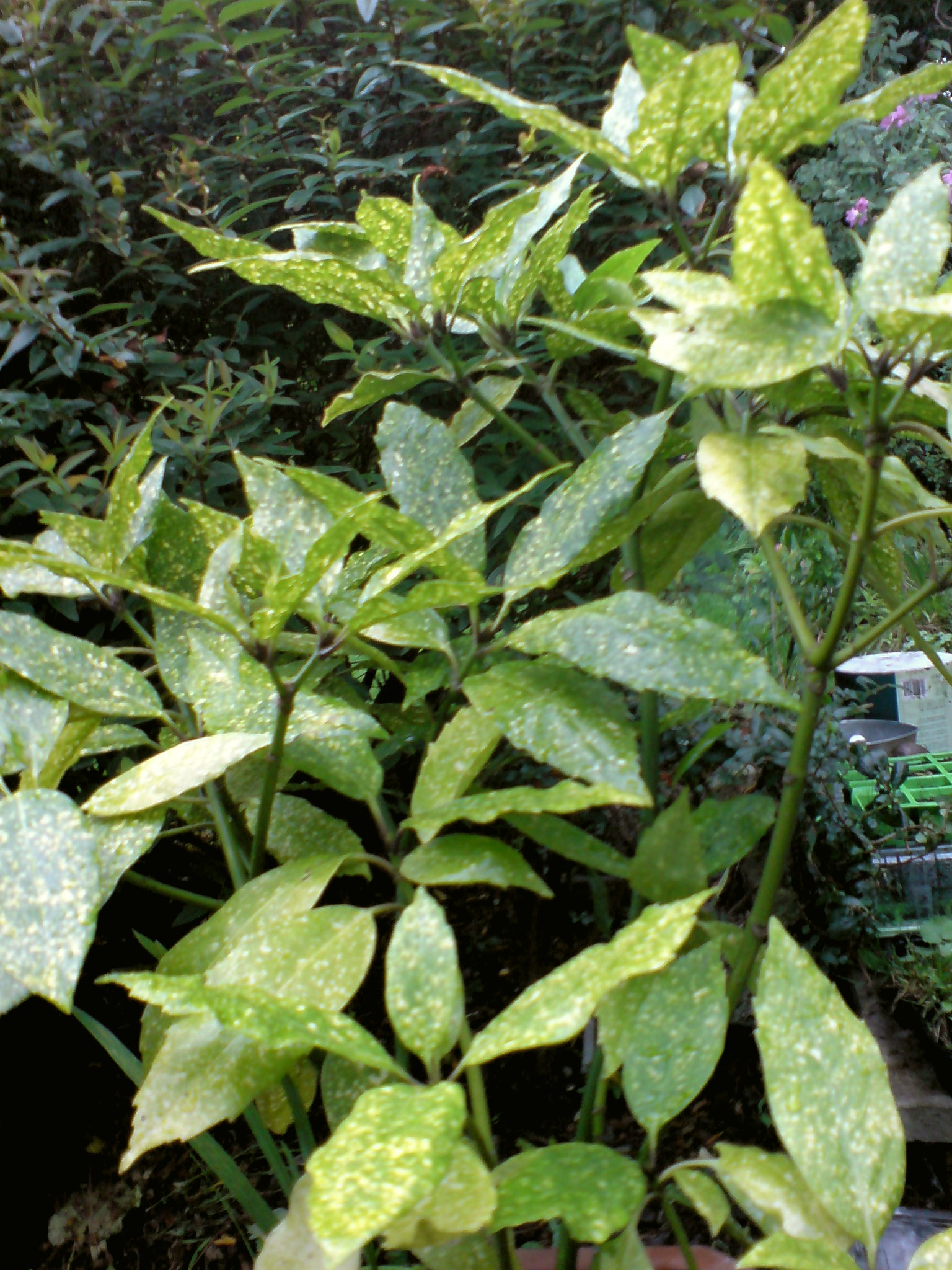
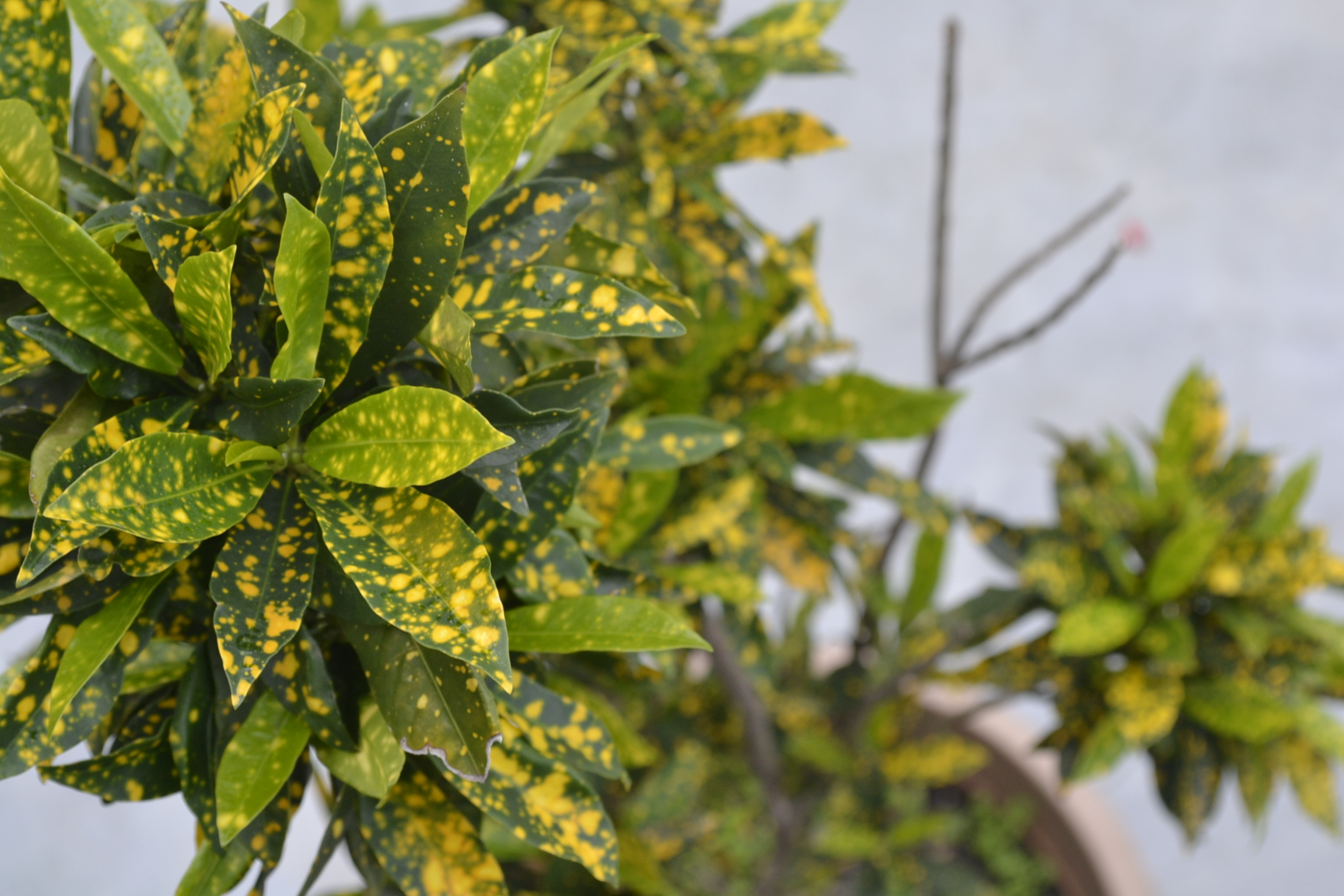